# Ribonucleótido
El ribonucleótido es la unidad elemental del ácido ribonucleico (ARN). Este nucleótido está formado por una molécula de fosfato, ribosa (un carbohidrato de la familia de las pentosas) y una base nitrogenada, esta última puede ser: el uracilo, la adenina, la citosina o la guanina. Es la unidad elemental del ácido ribonucleico.

## Compuestos derivados
Uno de los ribonucleótidos más famosos en biología molecular es el adenosín trifosfato (denominado abreviadamente como ATP por sus siglas en inglés), se trata de una de las fuentes de suministro energía celular más importantes.